# Glansslinke
Glansslinke (N. flexilis) är en kransalgsart i släktet slinken. Tillsammans med matt- och den ovanligare nordslinken är det en av tre slinke-arter som finns vid Sveriges kust. De har hittills endast påträffats i Bottenviken.
Glansslinke växer mycket grunt i havsvikar med sandig botten, ofta i miljöer med påverkan från sötvatten. Slinken har till skillnad från sträfsen ingen bark på stam och grenar. Dessutom är sidogrenarna delade, vilka de inte är hos sträfsearterna. Glans- och mattslinke är små gröna arter som är mycket svåra att skilja åt. De går endast att bestämma till art när de reproducerar sig i juli till augusti, då glansslinke har hon- och hanorgan på samma planta medan mattslinke är skildkönad. Nordslinken är betydligt mindre än glans- och mattslinke, bara decimetern hög och växer grundare än 0,5 m.
Glansslinke växer grunt i havsvikar med sandig botten. De har främst hittats grundare än 1 m, men kan växa ned till ungefär 3 m djup.